# Rezerwat przyrody Grądowe Zbocze
Rezerwat przyrody „Grądowe Zbocze” – rezerwat leśny w województwie zachodniopomorskim, w powiecie choszczeńskim, w gminie Recz, 2 km na północny wschód od centrum Recza. Zachodni skraj rezerwatu przy przystanku kolejowym Recz Pomorski, po południowej stronie linii kolejowej i skrzyżowania drogi krajowej nr 10 (Stargard-Kalisz Pomorski) z drogą wojewódzką nr 151 do Ińska.
Został utworzony zarządzeniem Ministra Ochrony Środowiska, Zasobów Naturalnych i Leśnictwa z dnia 14 czerwca 1996, na powierzchni 21,77 ha, w celu „zachowania ze względów naukowych, dydaktycznych i kulturowych stanowiska rzadkich na Pomorzu roślin zielnych”. Rozporządzeniem nr 76/2007 Wojewody Zachodniopomorskiego z dnia 31 października 2007 powiększono go do 33,2842 ha. Według najnowszego zarządzenia Regionalnego Dyrektora Ochrony Środowiska w Szczecinie z dnia 25 sierpnia 2017 powierzchnia rezerwatu wynosi 33,22 ha, zaś aktualnym celem ochrony rezerwatu jest „zachowanie ekosystemu żyznego lasu liściastego oraz kompleksów źródliskowych wraz z procesami ich naturalnej dynamiki oraz związaną z nimi cenną florą i fauną”.
Oprócz lasu rezerwat obejmuje też teren starego cmentarza.
Rezerwat jest szczególnie efektowny w okresie wiosny, w czasie masowego kwitnienia wiosennych geofitów. Zakwitają wówczas rzadkie w regionie i kraju rośliny runa, niektóre występują tu wyjątkowo licznie np. czosnek niedźwiedzi, obrazki plamiste, trzy gatunki kokoryczy: pusta, wątła i pełna, kopytnik pospolity, fiołek przedziwny, fiołek biały. Występuje tu również introdukowany na przełomie XIX i XX w., pochodzący z Azji Centralnej czosnek dziwny.
Rezerwat „Grądowe Zbocze” znajduje się w granicach Obszaru Chronionego Krajobrazu „D” (Choszczno-Drawno) oraz dwóch obszarów sieci Natura 2000: siedliskowego „Dolina Iny koło Recza” PLH320004 i ptasiego „Lasy Puszczy nad Drawą” PLB320016.
Rezerwat jest położony na terenie Nadleśnictwo Drawno. Nadzór sprawuje Regionalny Konserwator Przyrody w Szczecinie. Na mocy obowiązującego planu ochrony ustanowionego w 2009 roku (z późniejszymi zmianami), obszar rezerwatu objęty jest ochroną czynną.
0,5 km na południowy wschód prowadzi znakowany czerwony turystyczny Szlak Hetmana Stefana Czarnieckiego.